# Hohenbergia catingae
Hohenbergia catingae är en gräsväxtart som beskrevs av Ernst Heinrich Georg Ule. Hohenbergia catingae ingår i släktet Hohenbergia och familjen Bromeliaceae.

## Underarter
Arten delas in i följande underarter:
- H. c. catingae
- H. c. elongata
- H. c. eximbricata
- H. c. extensa
- H. c. horrida